# Suuri Palojärvi
Suuri Palojärvi är en sjö i Finland. Den ligger i kommunen Nurmes i landskapet Norra Karelen, i den centrala delen av landet, 400 km nordost om huvudstaden Helsingfors. Suuri Palojärvi ligger 156,2 meter över havet. Den är 5,8 meter djup. Arean är 1,1 kvadratkilometer och strandlinjen är 6,9 kilometer lång. Sjön  ingår i Vuoksens huvudavrinningsområde.   I omgivningarna runt Suuri Palojärvi växer i huvudsak barrskog. Den sträcker sig 2,3 kilometer i nord-sydlig riktning, och 1,2 kilometer i öst-västlig riktning.